# ناوكي إيشيهارا
ناوكي إيشيهارا (باليابانية: 石原 直樹) (مواليد 14 أغسطس 1984)، هو لاعب كرة قدم ياباني سابق كان يلعب كمهاجم.

## وصلات خارجية
- ناوكي إيشيهارا على موقع الاتحاد الدولي (مؤرشف)  (الإنجليزية)
- ناوكي إيشيهارا على موقع رابطة كرة القدم اليابانية للمحترفين (اليابانية)
- ناوكي إيشيهارا على موقع قاعدة بيانات كرة القدم.إي يو (الإنجليزية)
- ناوكي إيشيهارا على موقع Soccerway.com (الإنجليزية)
- ناوكي إيشيهارا على موقع عالم كرة القدم.نت (الإنجليزية)
- ناوكي إيشيهارا على موقع كووورة